# 松下Lumix 20mm F1.7
松下Lumix G 20mm F1.7 ASPH.镜头是一款应用于微4/3系统的定焦饼干镜头，由松下公司最早于2008年Photokina上披露，并于2009年与DMC-GF1同期发布。
由于其小巧的体积和不俗的成像，爱好者中通常简称为“20饼”，或者“神饼”。

## 概述

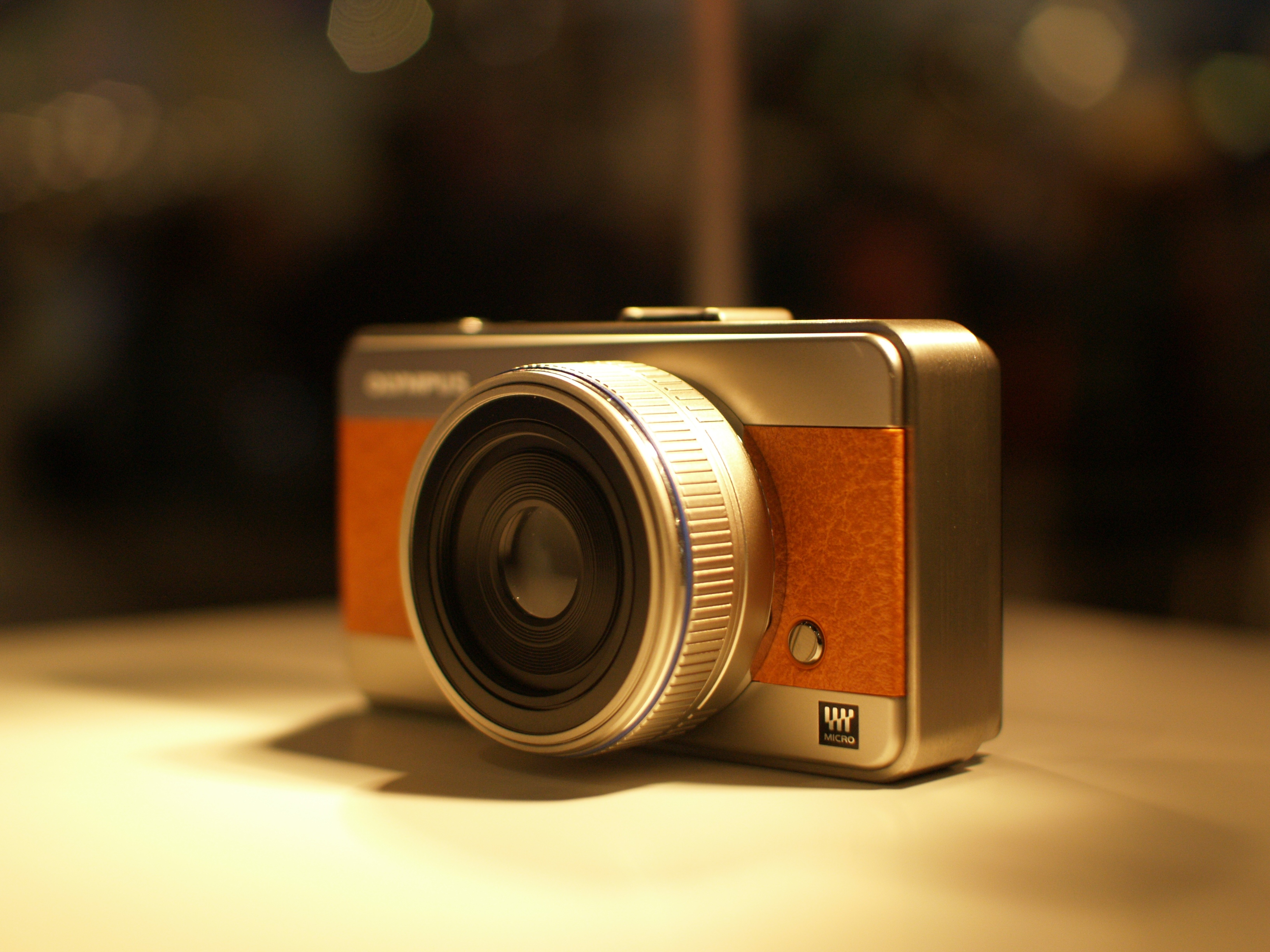
2008年奥林巴斯公开的便携式无反造型，对于这类新机型，饼干镜头搭配更为协调

可换镜头数码无反相机，在2008年随着微4/3系统的出现而宣告诞生。其中，松下公司提供了类单反造型（SLR-Like）的DMC-G1，而奥林巴斯公司则公开了如普通数码相机造型的E-P1原型；后者的造型和便携特性更引人关注，而饼干镜头无疑是这类机型的良好搭配。松下公司在Photokina上即公开了对于饼干镜头的路线计划。
2009年9月，在E-P1发布两个月后，松下公司也推出了自己的便携款M43机型，DMC-GF1，同期作为套装发布的即为这枚新设计的20mm F1.7饼干镜头。

### 二代镜头
松下公司在2013年推出了改进的二代镜头，外观改为金属涂装且提供银黑两种颜色可选；而镜头相较一代也进行了轻量化处理，从原先的100g降低为87g。最为重要的改进是针对自动对焦方面的，在新机型上有提升。

## 评价
该镜头在数码无反诞生早期推出，得到许多独立评测机构重视，且多予以好评。
同期存在的MFT系统饼干镜头，还有松下自厂的Lumix 14mm F2.5，以及奥林巴斯的M.ZUIKO 17mm F2.8。与之相比，20mm F1.7镜头在紧凑体积内提供了较大的光圈和较好的画质，而更受推崇。

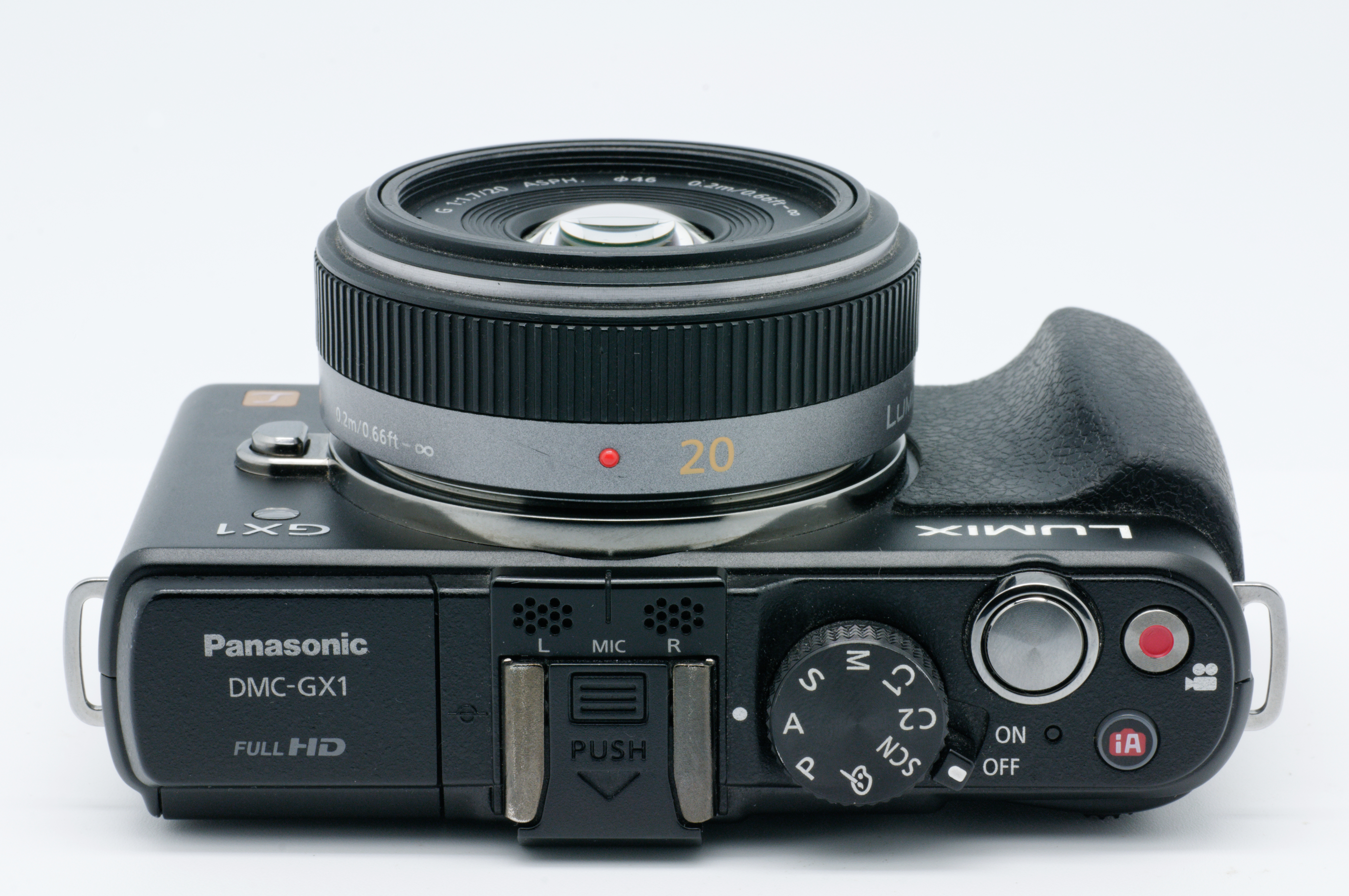
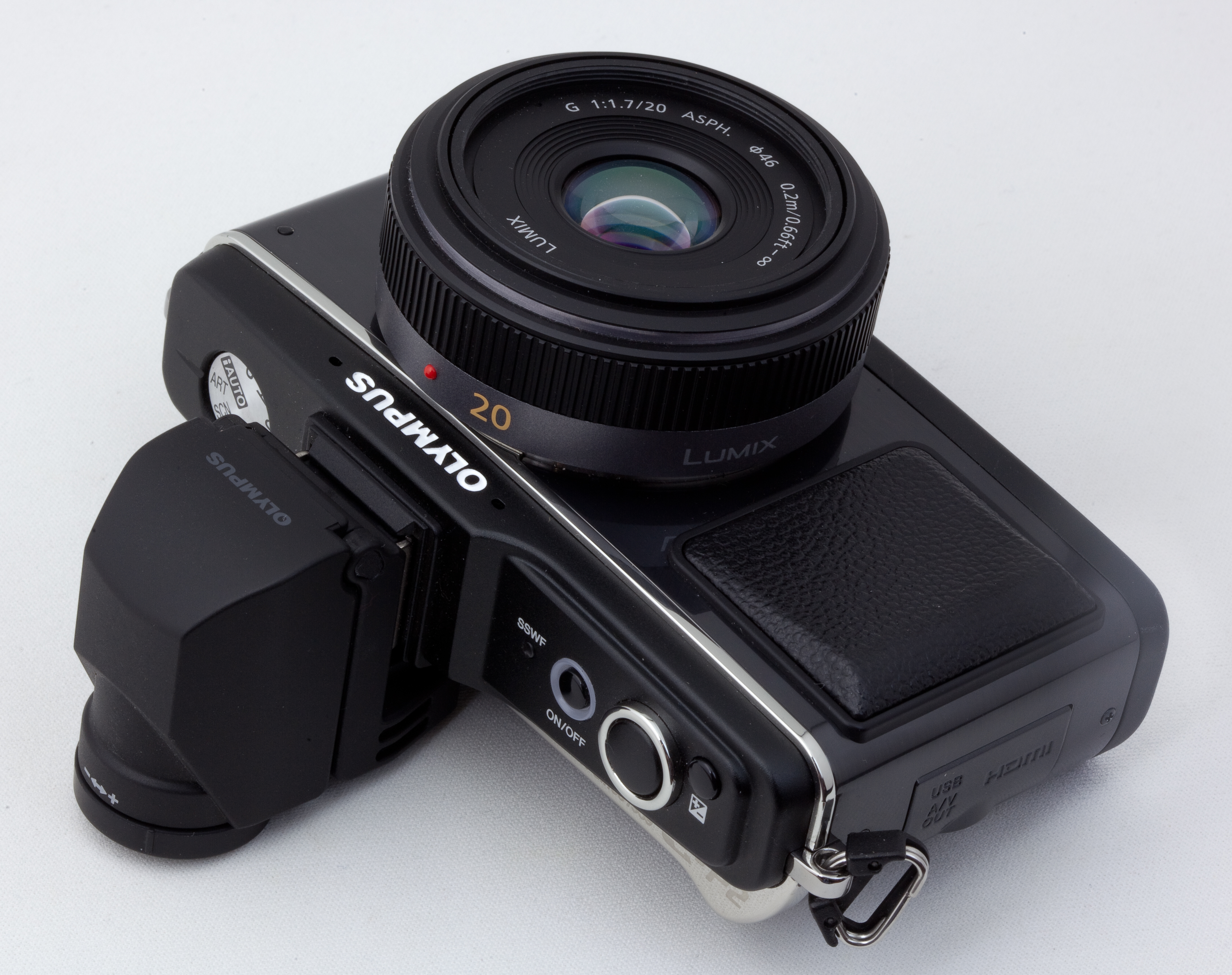
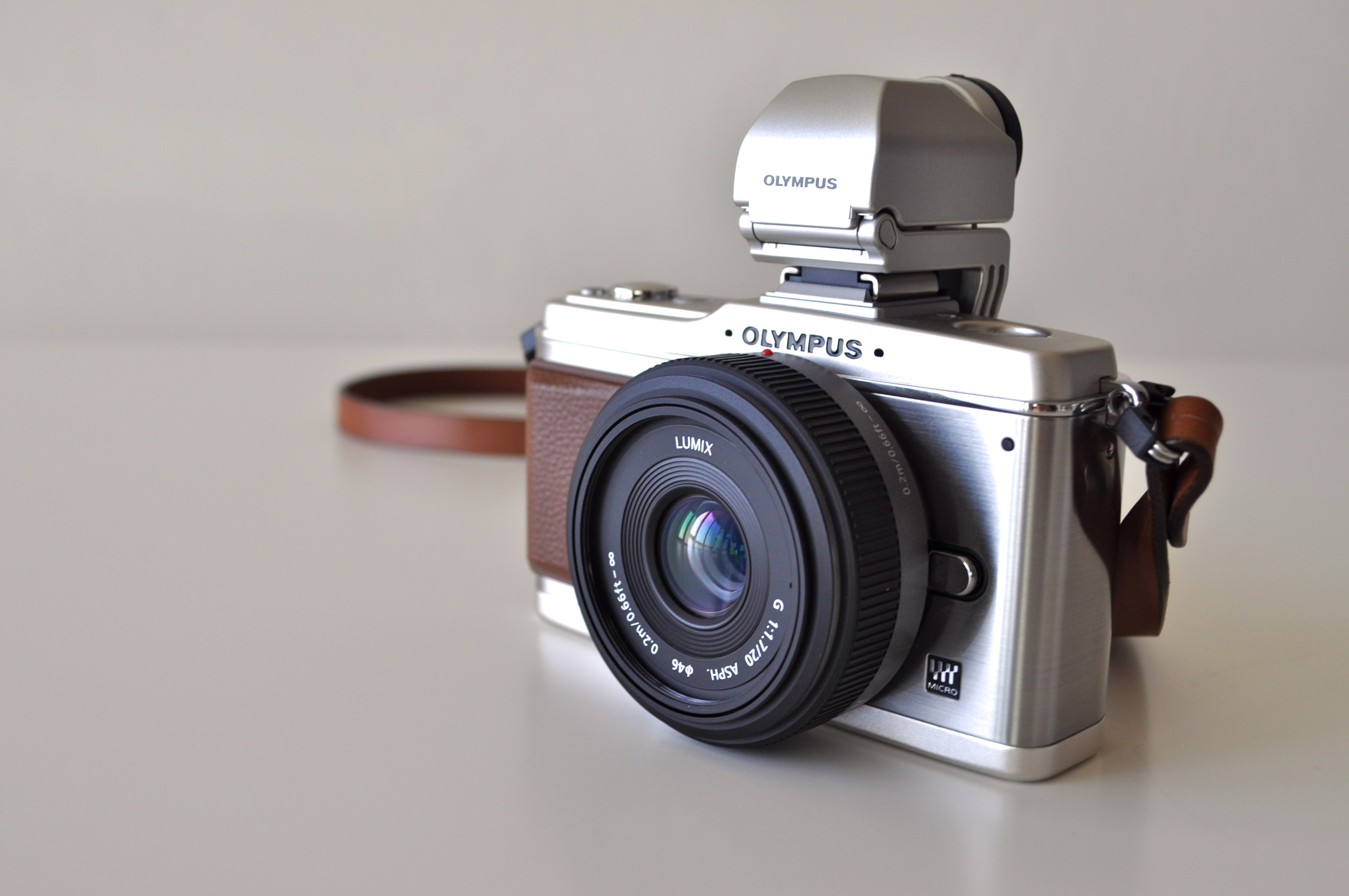
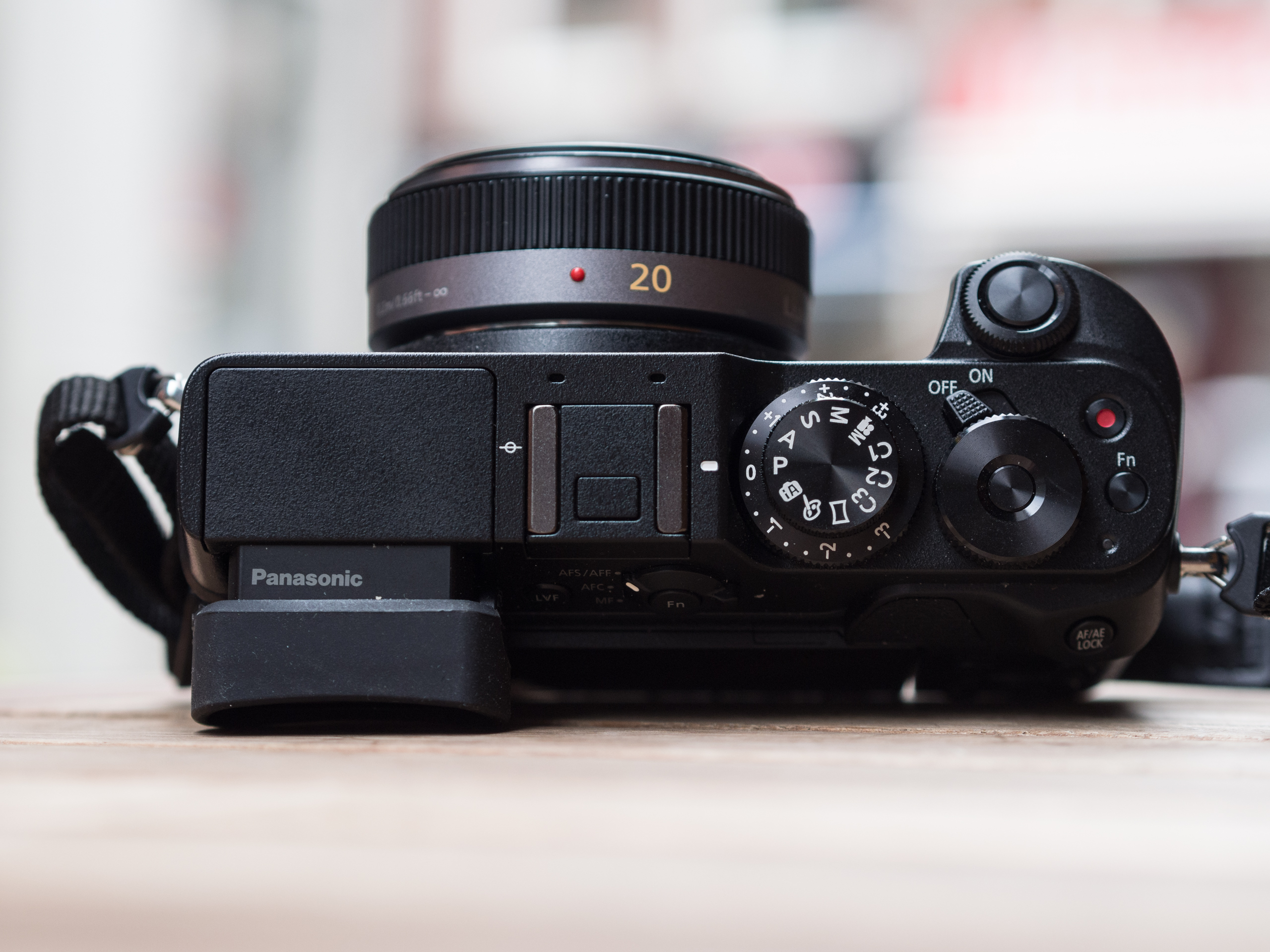